# Боржоми (минеральная вода)
«Боржо́ми» (груз. ბორჯომი, bɔrd͡ʒɔmi) — природная гидрокарбонатная натриевая минеральная вода с минерализацией 5-7,5 г/л, широко известная в странах постсоветского пространства и Восточной Европы. Воду добывают в Грузии, в долине Боржоми, расположенной на территории национального парка «Боржоми-Харагаули». 15 мая 1851 года генерал-губернатор Кавказа князь Михаил Воронцов совершил мировую сделку и заключил договор о передачи земель и источник воды и окружающий лес в селении Боржоми в государственную казну Российской Империи. За это князья Авалишвилли получали ренту в 5000 рублей серебром в год. Воронцов поручил наладить работу нового  курорта врачу Эрасту Андреевскому, который с лета начал обустройство местечка. Был разбит красивый Воронцовский парк и построен деревянный домик с крытой верандой из двух комнат на каменном выступе омываемый с трёх сторон Боржомкой, Курой и Черной речкой.Здесь так же квартировал Грузинский гренадерский полк. Позже лечиться водой приезжали офицеры и богатые люди.
Коммерческое производство воды «Боржоми» началось в конце 19 века. После советизации Грузии в 1921 году коммунистические власти национализировали производство, к середине XX века производство «Боржоми» стало одной из важнейших статей дохода Грузии. После распада СССР завод «Боржоми» перешёл в частную собственность. В настоящее время единственным производителем минеральной воды «Боржоми» является компания IDS Borjomi Georgia, с 2012 года принадлежащая российской «Альфа-Групп». В июне 2022 года «Альфа-Групп» стала миноритарным акционером с долей 49,99 %, передав 7,73 % акций правительству Грузии в рамках сделки по соблюдению международных санкций против России.

## Этимология
В XIX и начале XX века называлась «Боржом». Несклоняемая форма «Боржоми» вошла в употребление с 1960-х годов.
Относительно происхождения названия существует несколько предположений.
- Название «Боржоми» связано с войнами. «Боржоми» состоит из двух слов: «борж» (от персидского слова «бурж» — крепкая стена) и «оми» — битва.
- «Боржи» — основа слова «Боржоми» — исконно грузинская и означает «корни», поэтому этимология слова «Боржоми» связана c корнями деревьев, и оно могло образоваться в краю, покрытом вековым лесом[5].

## История

### Российская империя

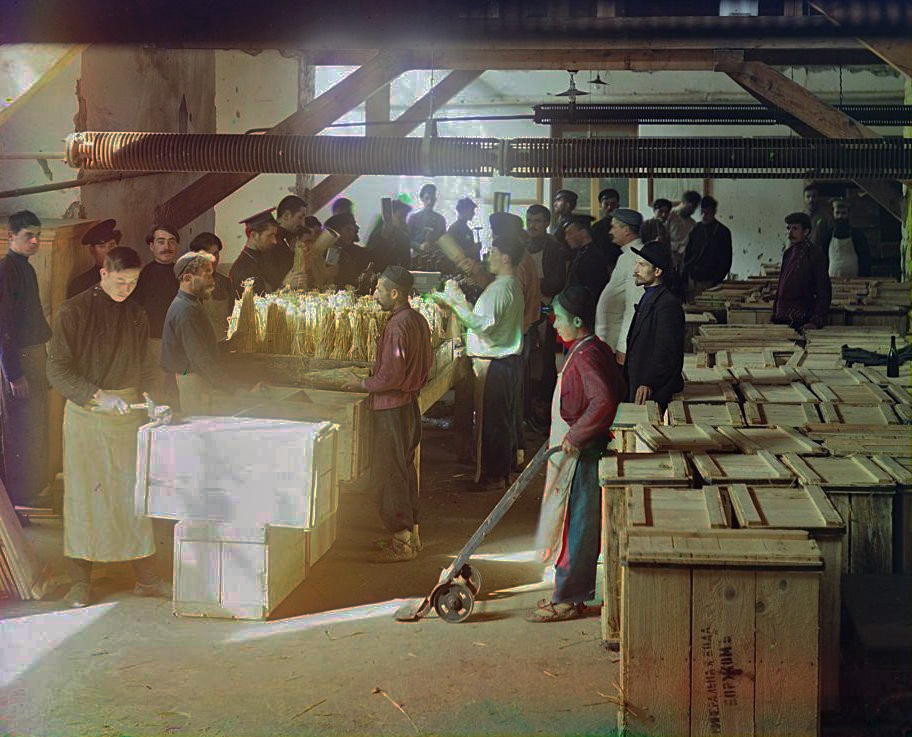
Упаковывание «Боржома» в ящики. Фотография Сергея Прокудина-Горского, между 1905 и 1915 годами

Ни сами источники минеральных вод в Боржоми, ни их целебные свойства не были известны до тех пор, пока в эту часть Грузии во время русско-турецких войн не пришла русская армия.

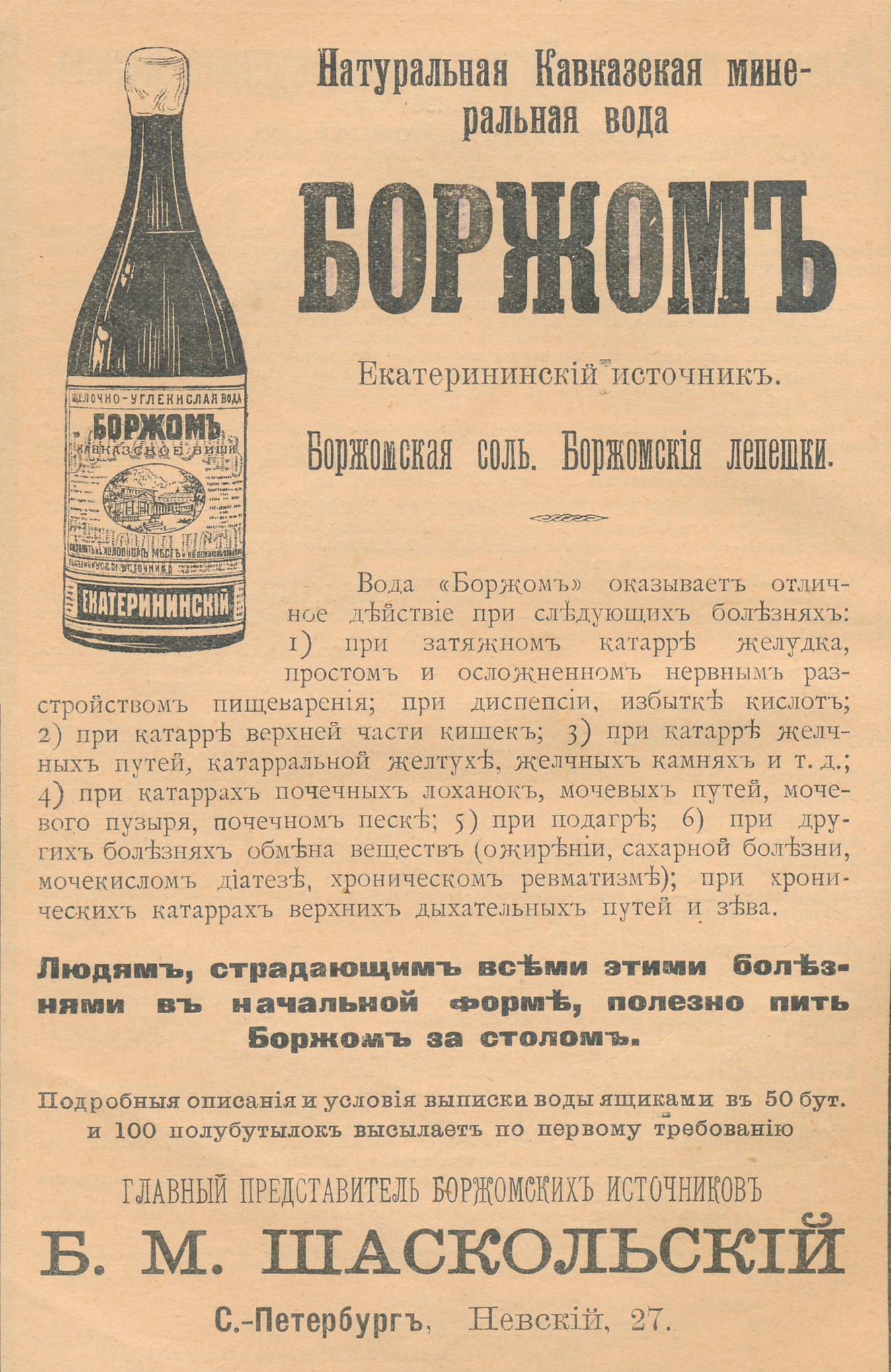
Реклама 1909 года

После вхождения Грузии в состав Российской империи в начале XIX века район Боржоми начал оживать. Топоним Боржоми впервые упоминается в 1810-х годах. В начале 1840-х годов, когда российский наместник Кавказа Евгений Головин привёз сюда для лечения свою дочь, источники минеральной воды были переданы гражданским властям. При этом район Боржоми по-прежнему принадлежал князьям Авалишвили, которым с начала 1850-х годов казна выплачивала ежегодную ренту. В 1871 году Боржоми был пожалован члену царской семьи, великому князю Михаилу Николаевичу, в то время наместнику Кавказа. В 1890-е годы сын Михаила Николай построил в Ликани, в западной части курорта, окружённый парком дворец. В Боржоми был создан завод по выпуску минеральной воды, и бутилированная минеральная вода стала активно экспортироваться; в 1890 году было выпущено 5350 бутылок минеральной воды, в 1905 году — уже 2,3 млн бутылок.

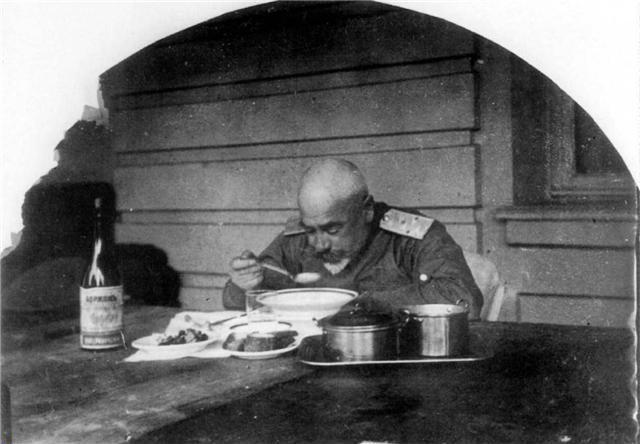
Генерал Антон Деникин пробует пищу на благотворительном обеде. На столе — бутылка минеральной воды «Боржомъ». 1919 год, Харьков

### СССР
После советизации Грузии в 1921 году коммунистические власти национализировали производство воды. Запасов воды начало не хватать, старые источники не справлялись. В число боржомских включили ключи и скважины, стоявшие от курорта за несколько километров и, как считали дореволюционные специалисты, дававшие воду, которая значительно отличалась по составу от оригинальной «Боржоми». Со времен правления в стране уроженца Гори Иосифа Сталина, для которого вода из Боржоми была родной, она стала настольной для всего руководства страны. Экспорт боржомской минеральной воды являлся важной статьёй доходов Грузии. К началу 1970-х годов годовой выпуск достигал 240 млн бутылок. В 1971 году глава грузинского ЦК Василий Мжаванадзе предложил увеличить выпуск воды с 240 млн бутылок до 750 млн и утверждал, что для этого имеются соответствующие запасы воды и не хватает лишь мощностей по производству и разливу. При этом он называл дневные объёмы вододобычи, которые в 14 раз превышали объёмы двух старых источников до революции. В декабре 1971 года ЦК КПСС одобрил предложения. «Боржоми» был признан[кем?] третьей по известности маркой СССР после автомобиля «Волга» и авиакомпании «Аэрофлот».

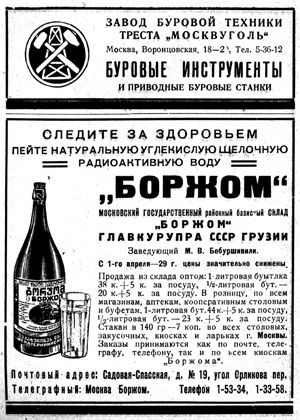
В рекламе 1929 подчёркивались радиоактивные свойства воды

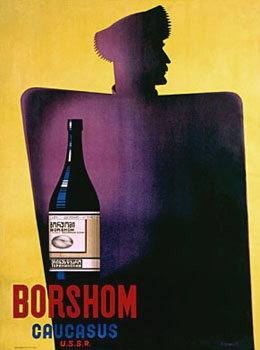
Реклама 1931 года

### Грузия
После распада СССР завод «Боржоми» успел сменить трёх инвесторов. В 1995 году Мамука Хазарадзе с партнерами по группе TBC Bank основал компанию Georgian Glass & Mineral Water Co. NV. В том же году компания получила лицензию на добычу минеральной воды, а также право на эксплуатацию заводов по розливу. По данным компании, 80 % произведенной в том году продукции «Боржоми» было экспортировано за рубеж — более половины этого объёма пришлось на Россию. В 1990-х годах под маркой «Боржоми» массово стали выпускаться поддельные напитки.
В 2002 году компанию продали Salford Capital Partners, основанной Бадри Патаркацишвили совместно с Борисом Березовским. Создан бренд IDS Borjomi International, объединивший производства в Грузии, Украине и России.
4 мая 2006 после распоряжения главного санитарного врача России Геннадия Онищенко и Федерального агентства по защите прав потребителей ввоз «Боржоми» в Россию запрещён, что грузинская сторона считает политически мотивированным решением. В результате запрета компания потеряла 25 миллионов лари в 2006 году, но кризис был преодолен к 2008 году, когда объёмы продаж достигли уровня 2006 года. С октября 2008 года продажи и экспорт воды вновь упали на 30-40 % из-за мирового финансового кризиса. Онищенко разрешил «Боржоми» вернуться на российский рынок 11 апреля 2013 года.
В 2008 году, после смерти Патаркацишвили, между его наследниками и Березовским возник юридический спор по поводу активов Salford Capital Partners. В 2012 году Березовский отдал 100 % акций «Боржоми» семье Патаркацишвили.
В 2012 году семья Патаркацишвили продала контрольный пакет акций «Боржоми» (60 %) российской «Альфа-групп», принадлежащей Михаилу Фридману, оставив в своем распоряжении 40 % акций. В 2012 году на предприятии было занято около 400 человек. Помимо «Боржоми», в IDS Borjomi International на 2022 году владеет брендами минеральной воды «Ликани», «Бакуриани», «Святой источник», «Эдельвейс», «Аляска» и другие.
29 апреля 2022 года компания приостановила розлив воды из-за финансовых трудностей, которые возникли в связи с введением антироссийских санкций. В июне 2022 года стало известно, что правительство Грузии получит 7,73 % акций «Боржоми», а «Альфа-групп» потеряет контрольную функцию в грузинском подразделении IDS Borjomi International. В июне этого же года компания восстановила производство.

## Характеристики
«Боржоми» — природная минеральная гидрокарбонатно-натриевая вода с естественной минерализацией, используется для профилактики и лечения заболеваний, связанных с пищеварительной системой, обменом веществ, употребляется и как столовая вода. Её систематическое употребление (как и любой другой высокоминерализованной воды) имеет противопоказания.
«Боржоми» добывают из 9 скважин глубиной от 200 до 1500 м на территории Боржомского заповедника, при естественной для термальной воды температуре 38—40 °C. Минеральный состав «Боржоми» не менялся с 1830 года, с начала постоянных лабораторных наблюдений.

### Месторождение
Боржомское месторождение минеральных вод расположено на высоте 760—920 метров над уровнем моря в центральной части Аджаро-Имеретинского хребта Кавказских гор, в экосистеме Боржомского заповедника.
«Боржоми» считается водой магматического происхождения, которая зарождается на глубине около 8-10 км, и естественным способом выталкивается наружу углекислым газом. На своём пути к устью источника вода смешивается с пресными, глубинными минерализованными и низкоминерализованными водами, насыщаясь минералами из пород Кавказских гор.
Природную минеральную воду «Боржоми» добывают из девяти скважин, глубина которых составляет от 140 до 1500 м.
Под воздействием высоких температур и давления вода поднимается из подземных глубин, проходит сквозь слои вулканогенно-осадочных пород и впитывает их в свой состав. Затем вода проходит через слой меловых пород и под влиянием углекислого газа выходит на поверхность. В отличие от многих других гидрокарбонатных натриевых минеральных вод, под землёй она не успевает остыть и выходит на поверхность тёплой (+38…+41 С°).

Исследования Боржомского месторождения, проведённые в последнее время, предполагают, что в нём присутствуют так называемые ювенильные воды, которые рождаются с выделением кислорода и водорода магмы в результате вулканических процессов, происходящих на многокилометровой глубине. Речь идёт о воде, которая никогда не участвовала в природном кругообороте.

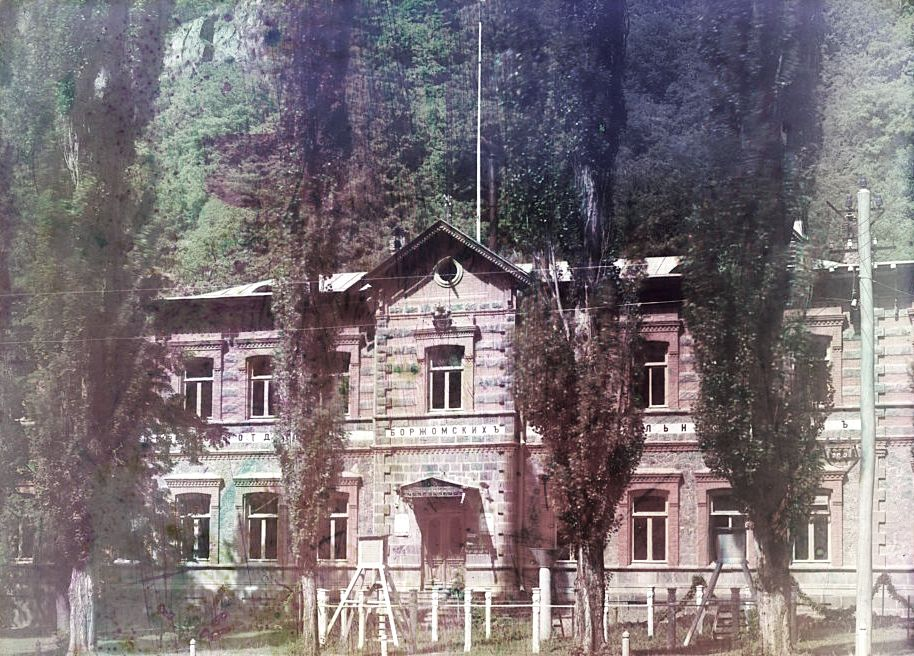
Склад минеральной воды «Боржоми», между 1905 и 1915 годами

### Добыча и розлив
Все девять эксплуатационных скважин в Боржомском ущелье функционируют в режиме самоизлива, то есть добывается именно то количество воды, которое возобновляется естественным путём. Розлив «Боржоми» осуществляется на автоматизированных линиях. Их мощность позволяет полностью освоить ресурсы добываемой воды.

Полученная из скважин минеральная вода подаётся на разливочный завод с помощью 25-километрового трубопровода. Там она отстаивается, охлаждается и разливается в стеклянные, ПЭТ-бутылки и алюминиевую тару.

### Упаковка
Минеральная вода «Боржоми» представлена в восьми вариантах упаковки:
- Стеклянная бутылка ёмкостью 0,33 л и 0,5 л. Срок годности «Боржоми» в стеклянных бутылках — 2 года от даты розлива.
- ПЭТ-бутылка ёмкостью 0,5 л, 0,75 л, 1 л и 1,25 л[15]. Срок годности «Боржоми» в ПЭТ-упаковке — 1 год от даты розлива.
- Алюминиевая банка ёмкостью 0,33 л, 0,15 л. Срок годности — 1 год от даты розлива.

### Химический состав
Минерализация 5,0—7,5 г/л.
| {\displaystyle {\ce {Na^+}}}   | 1000—2000 |
| {\displaystyle {\ce {Ca^2+}}}  | 20—150    |
| {\displaystyle {\ce {Mg^2+}}}  | 20—150    |
| {\displaystyle {\ce {HCO3^-}}} | 3500—5000 |
| {\displaystyle {\ce {Cl^-}}}   | 250—500   |

Содержит природный фторид (с упаковки 2019.10.23).
Питательные вещества, витамины, микроэлементы на 100 г:
| Вода     | 100,0 г    |
| Калий    | 3,0 мг     |
| Кальций  | 13,0 мг    |
| Кремний  | 10,0 мг    |
| Магний   | 20—150 мг  |
| Натрий   | 200,0 мг   |
| Сера     | 0,8 мг     |
| Хлор     | 50,0 мг    |
| Алюминий | 100,0 мкг  |
| Бор      | 1200,0 мкг |
| Титан    | 4,0 мкг    |
| Фтор     | 800,0 мкг  |
| Стронций | 480,0 мкг  |

### Показания по лечебному применению
Вода минеральная природная питьевая лечебно-столовая гидрокарбонатная натриевая газированная. Показания по лечебному применению (с упаковки 2019.10.23):
- болезни пищевода;
- хронический гастрит с нормальной и повышенной секреторной функцией желудка;
- язвенная болезнь желудка и двенадцатиперстной кишки;
- болезни кишечника;
- болезни печени, жёлчного пузыря и желчевыводящих путей;
- болезни поджелудочной железы;
- нарушения органов пищеварения после оперативных вмешательств по поводу язвенной болезни желудка;
- постхолецистэктомические синдромы;
- болезни обмена веществ:
  - сахарный диабет;

- ожирение;

- болезни мочевыводящих путей.

При вышеуказанных заболеваниях применяется только вне фазы обострения.
Механизм действия минеральной воды на организм, который приводит к исцелению от столь большого количества различных заболеваний, науке неизвестен.
С точки зрения доказательной медицины нет доказательств наличия лечебного эффекта минеральной воды, так как не проводилось подтверждающих плацебо-контролируемых исследований.

### Система контроля и качества
На производстве «Боржоми» придерживаются международного стандарта качества ISO 9001:2008. Минеральные воды, добываемые из скважин, ежедневно проходят химическую и микробиологическую проверку в специальных лабораториях, аккредитованных по стандартам ISO 17025:2010.
Компания в 2016 году получила международный стандарт экологического контроля ISO 14000. Переработка отходов и программа по сортировке отходов работают как на стадии добычи, так и при розливе.

## В культуре
- Существует русская просторечная пословица «Поздно пить боржоми, когда почки отказали (вариант — когда печень отвалилась)».
- Боржом неоднократно упоминается в русской художественной литературе с 1910-х годов (А. М. Ремизов, Ф. Д. Крюков, В. Я. Шишков, Ю. К. Олеша, В. П. Катаев, Н. А. Заболоцкий, Л. И. Лагин и др.). Несклоняемая форма боржоми вошла в употребление с 1960-х годов[4].
- На тему винного скандала российский автор-исполнитель Тимур Шаов написал песню «„Боржом“ и дружба народов».
- Боржоми упоминается в рассказе В. Драгунского «Белые амадины»: «Дай ему горячего молока с боржомом. Мне действует на нервы этот сип…».
- Боржоми упоминается в советских фильмах «Мимино», «Служебный роман».

## Галерея

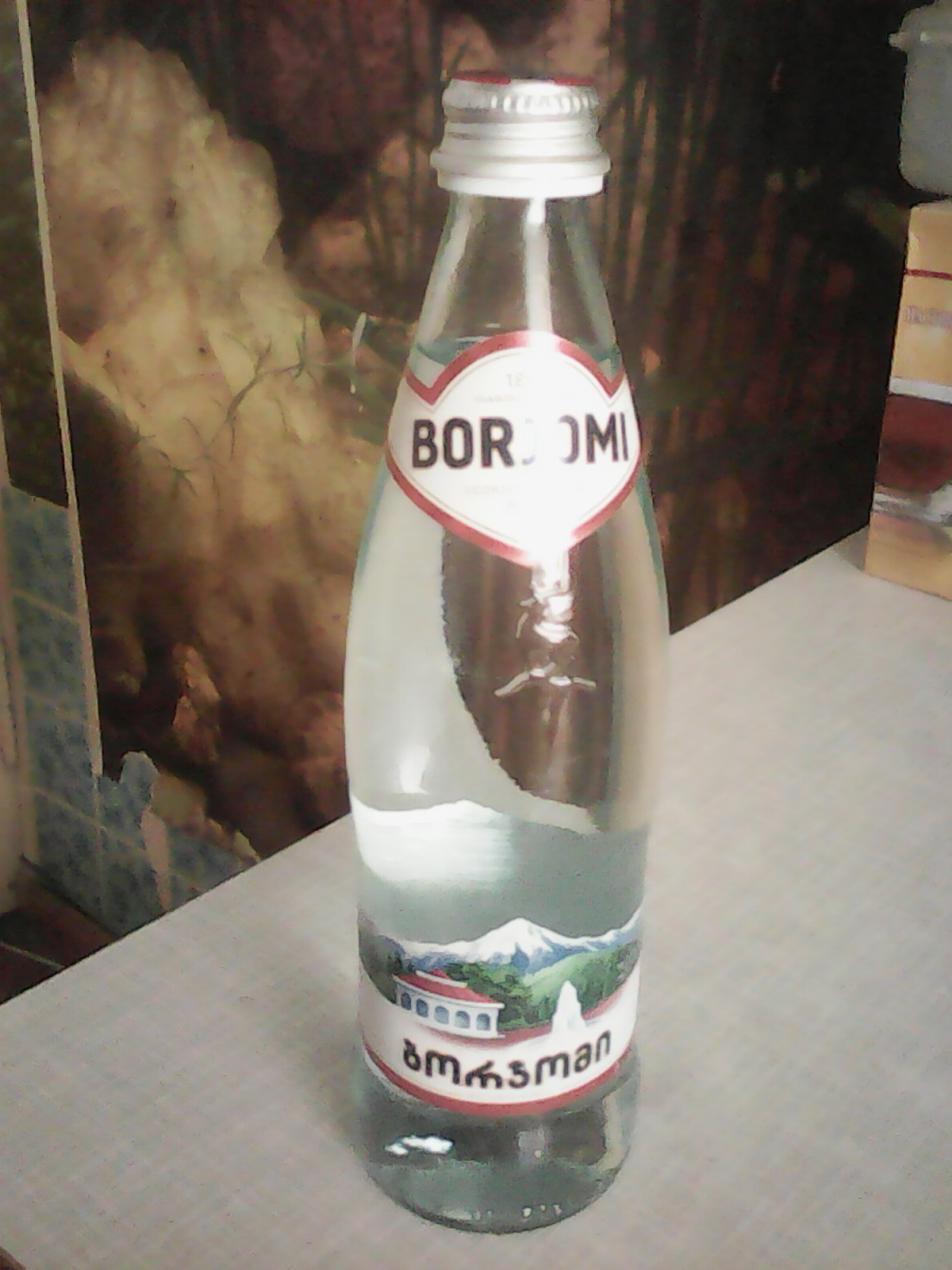
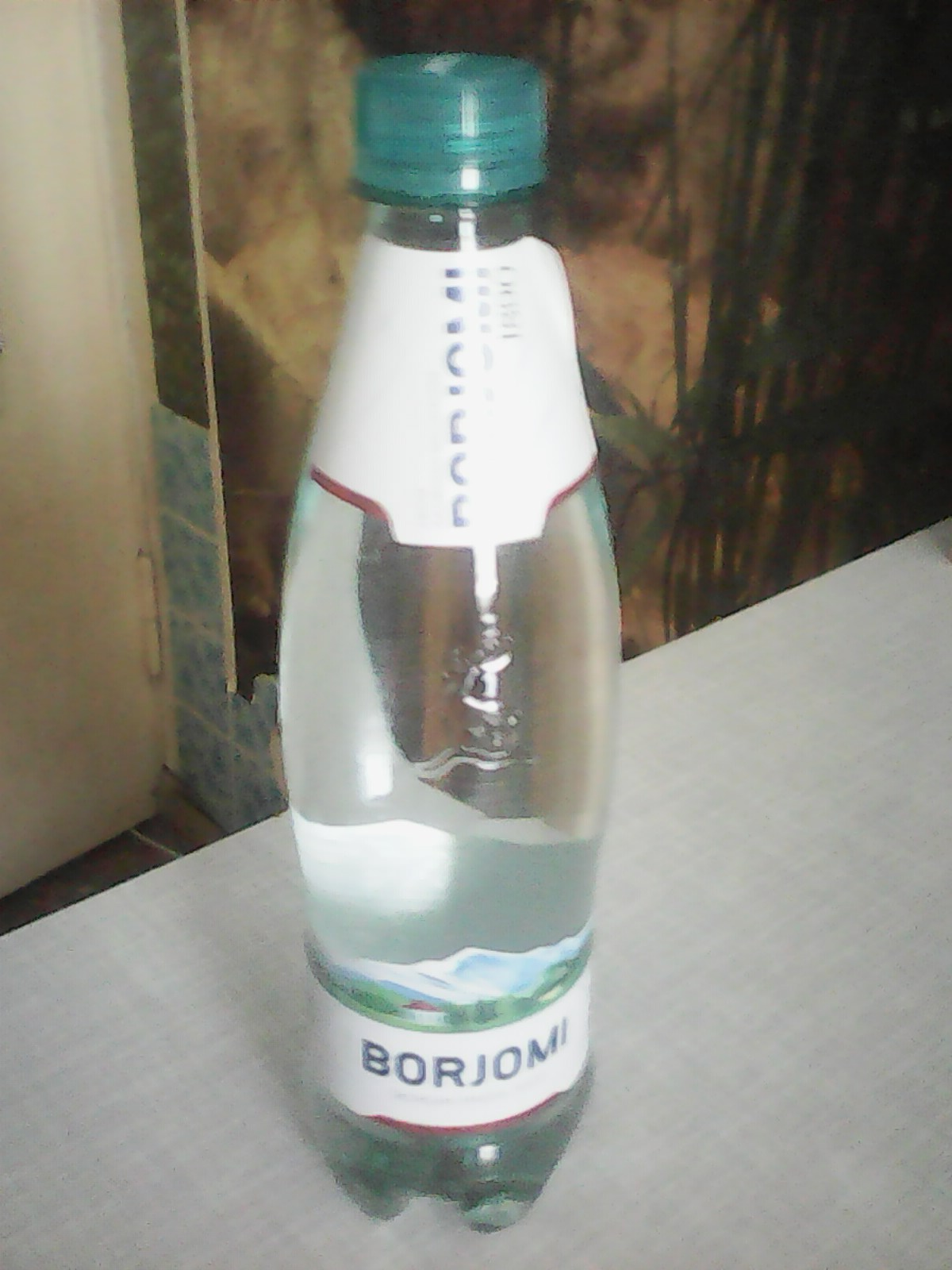
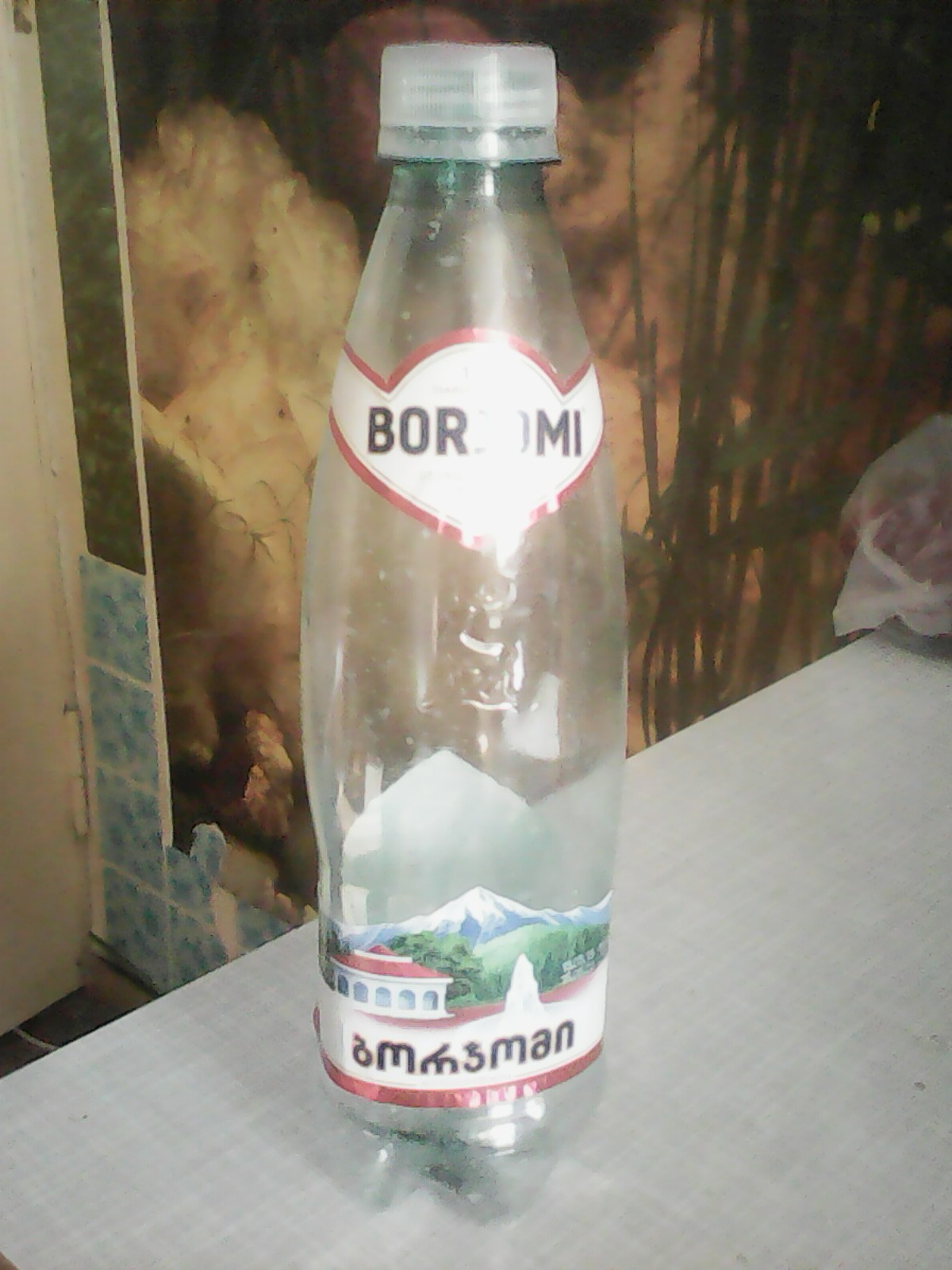
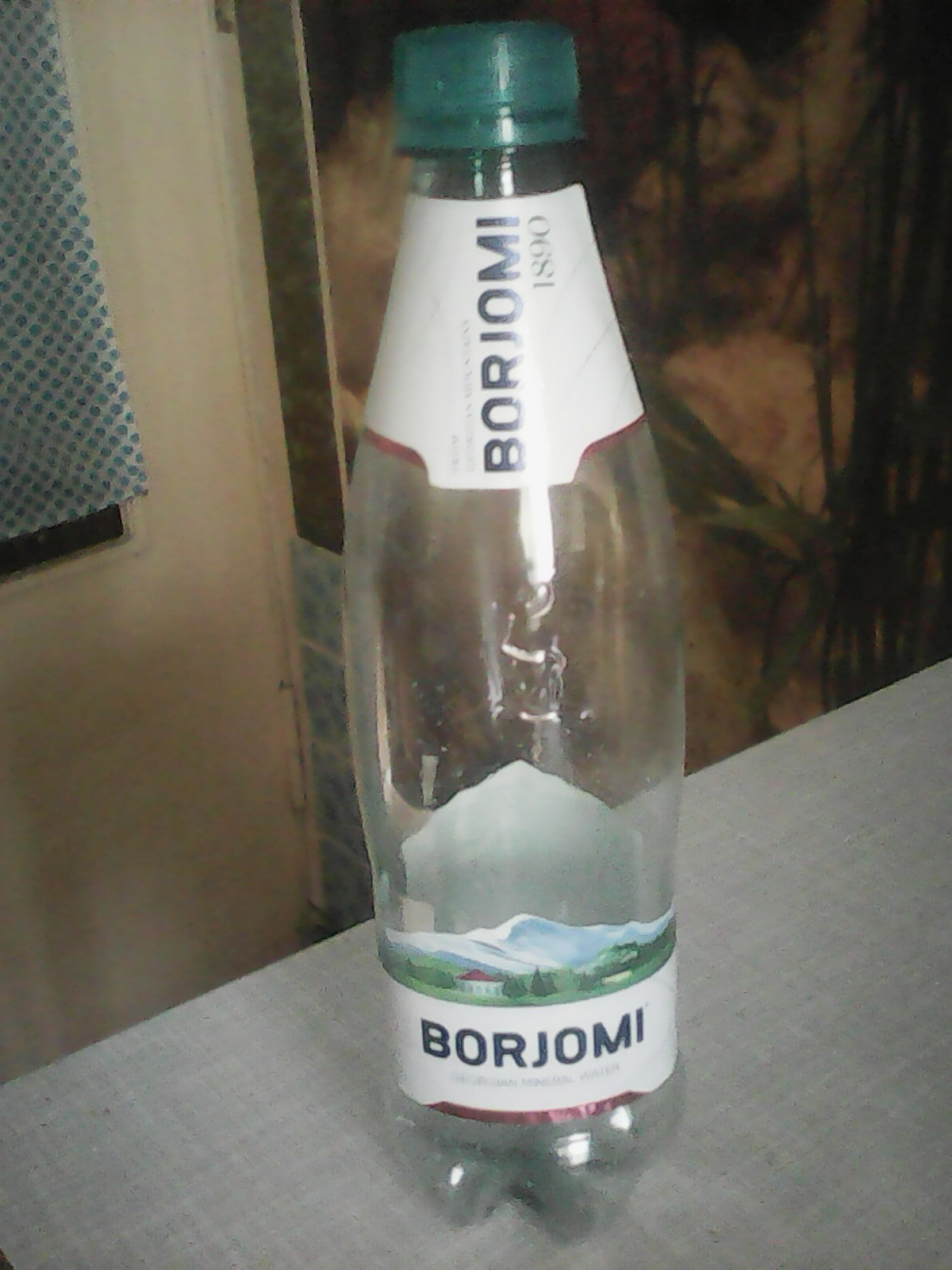
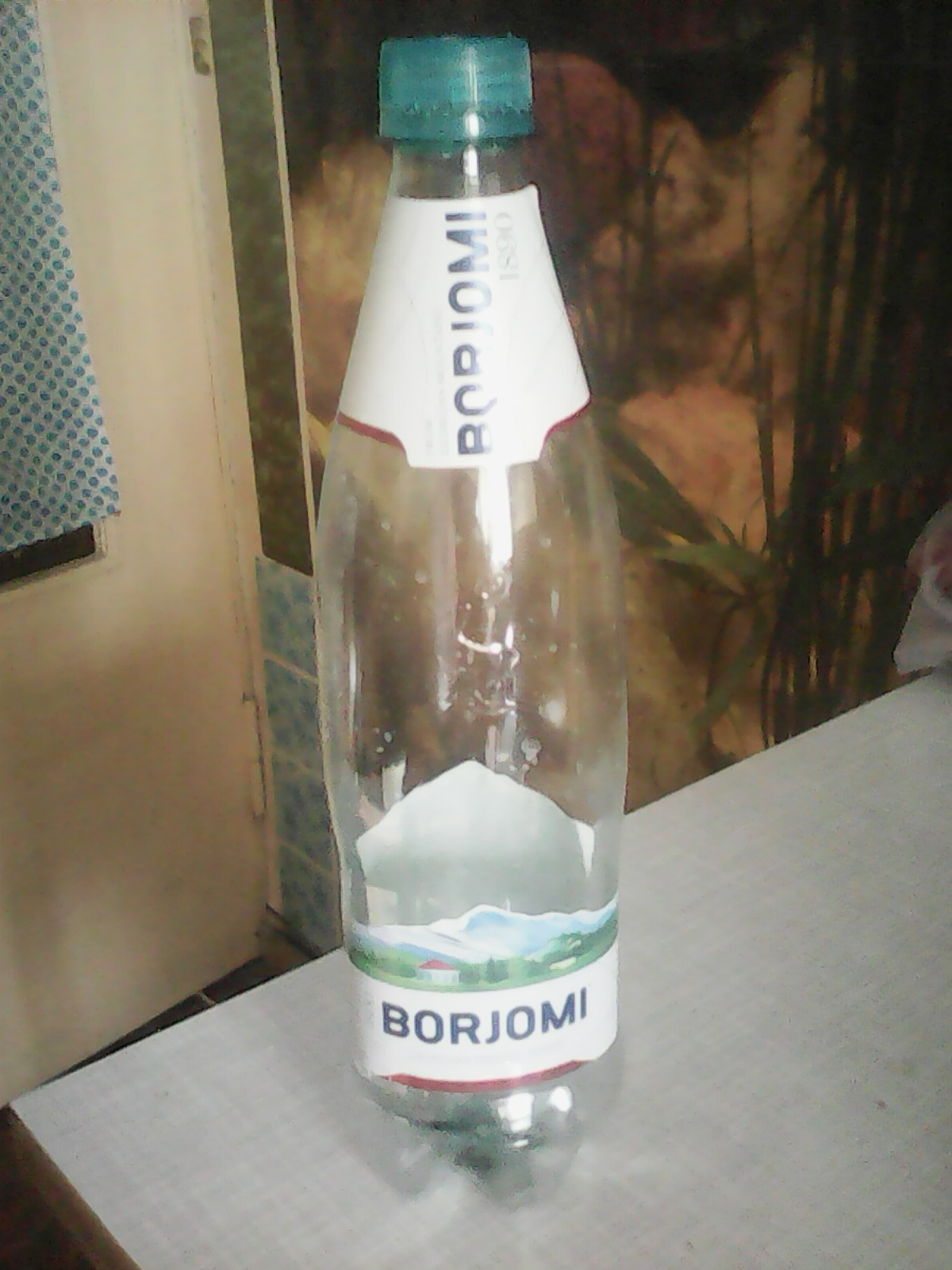
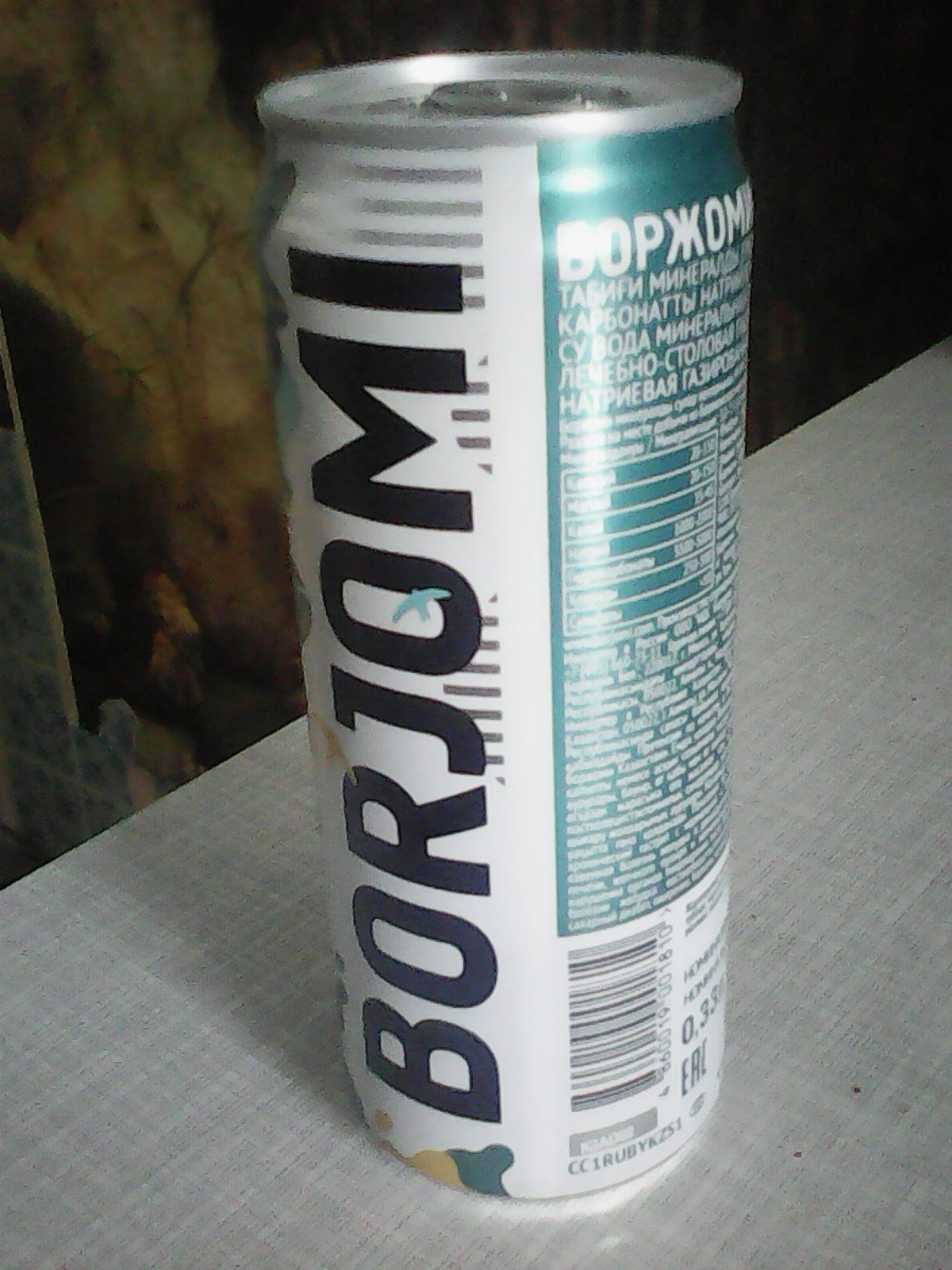
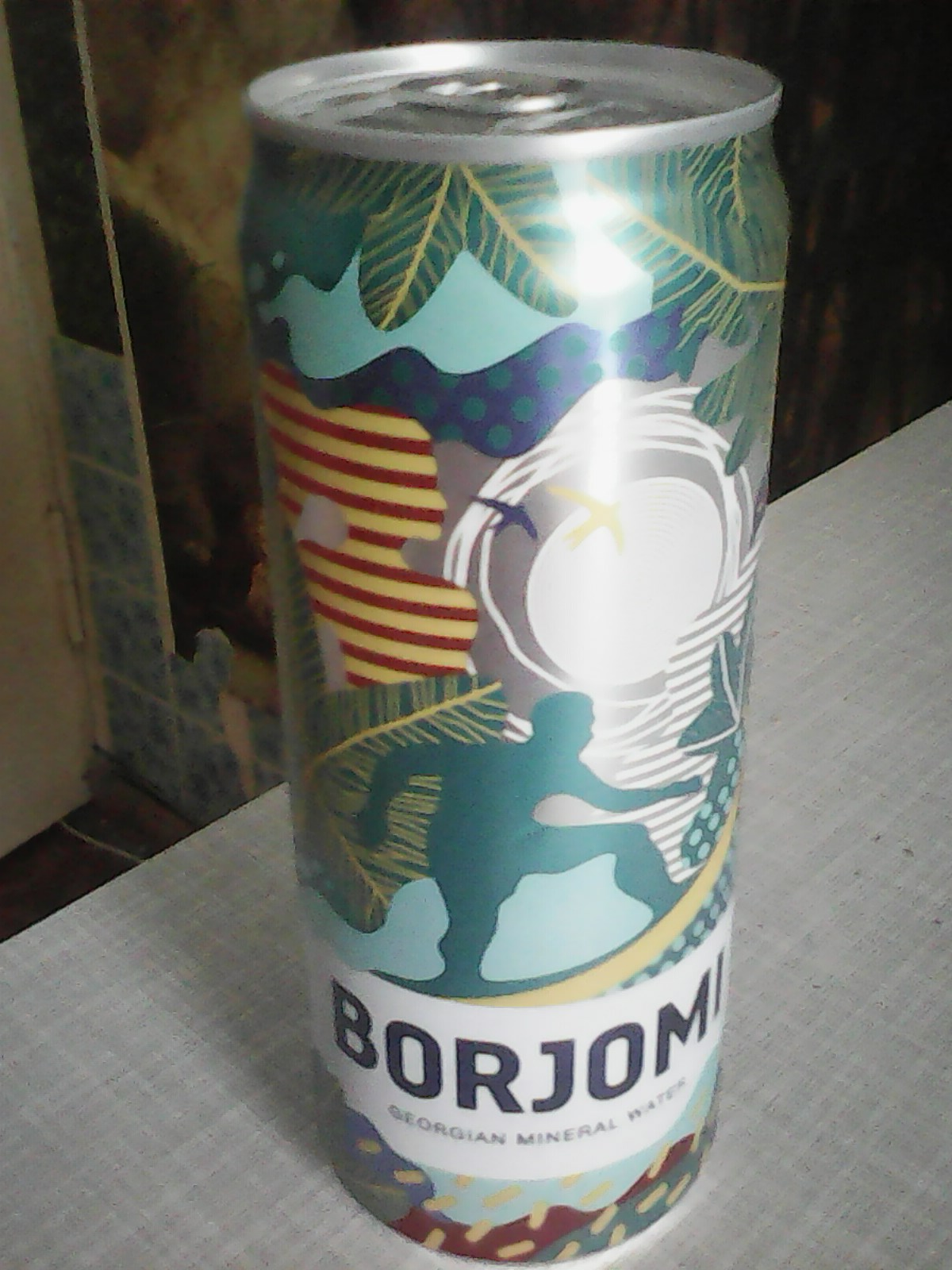
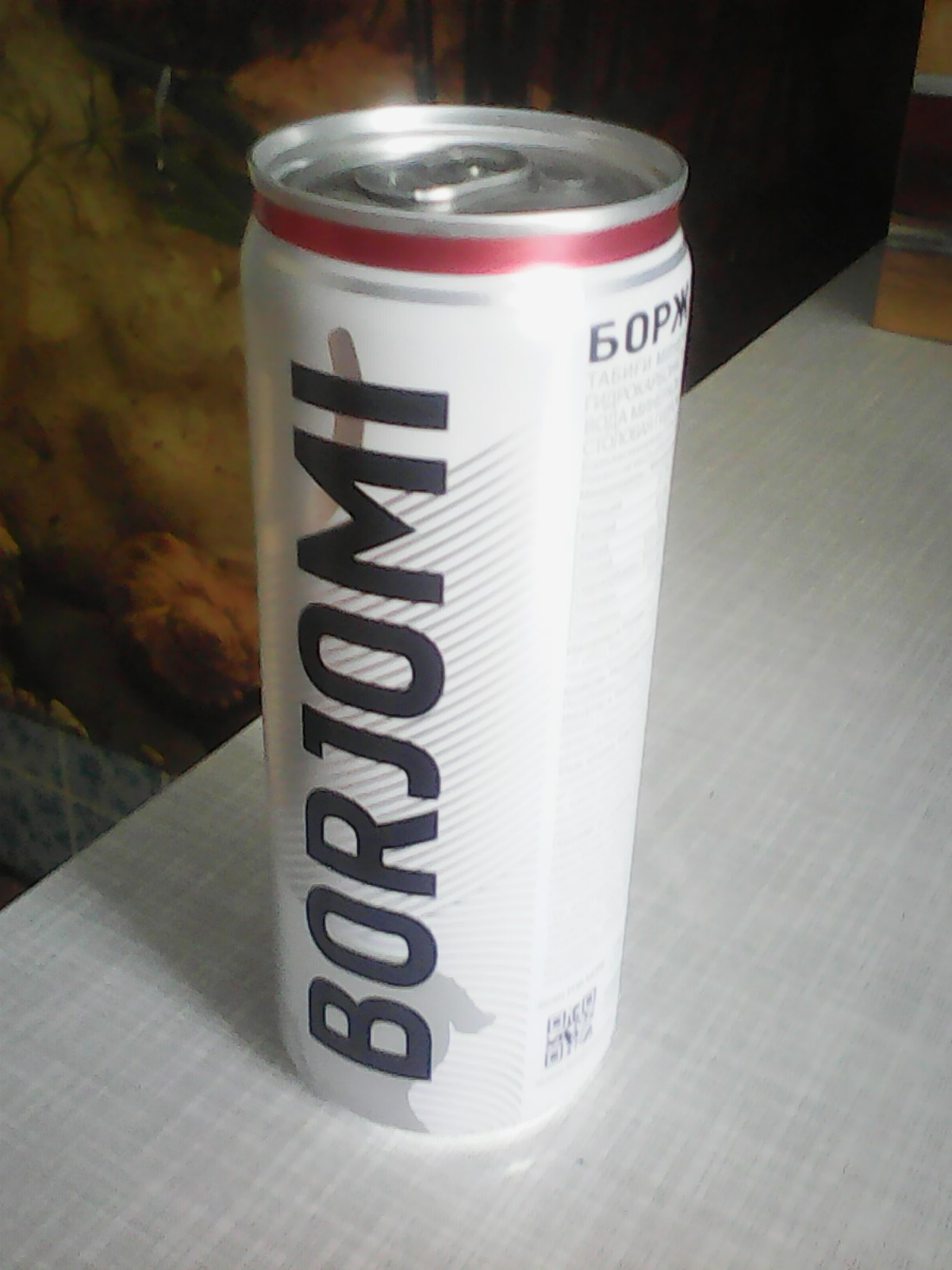
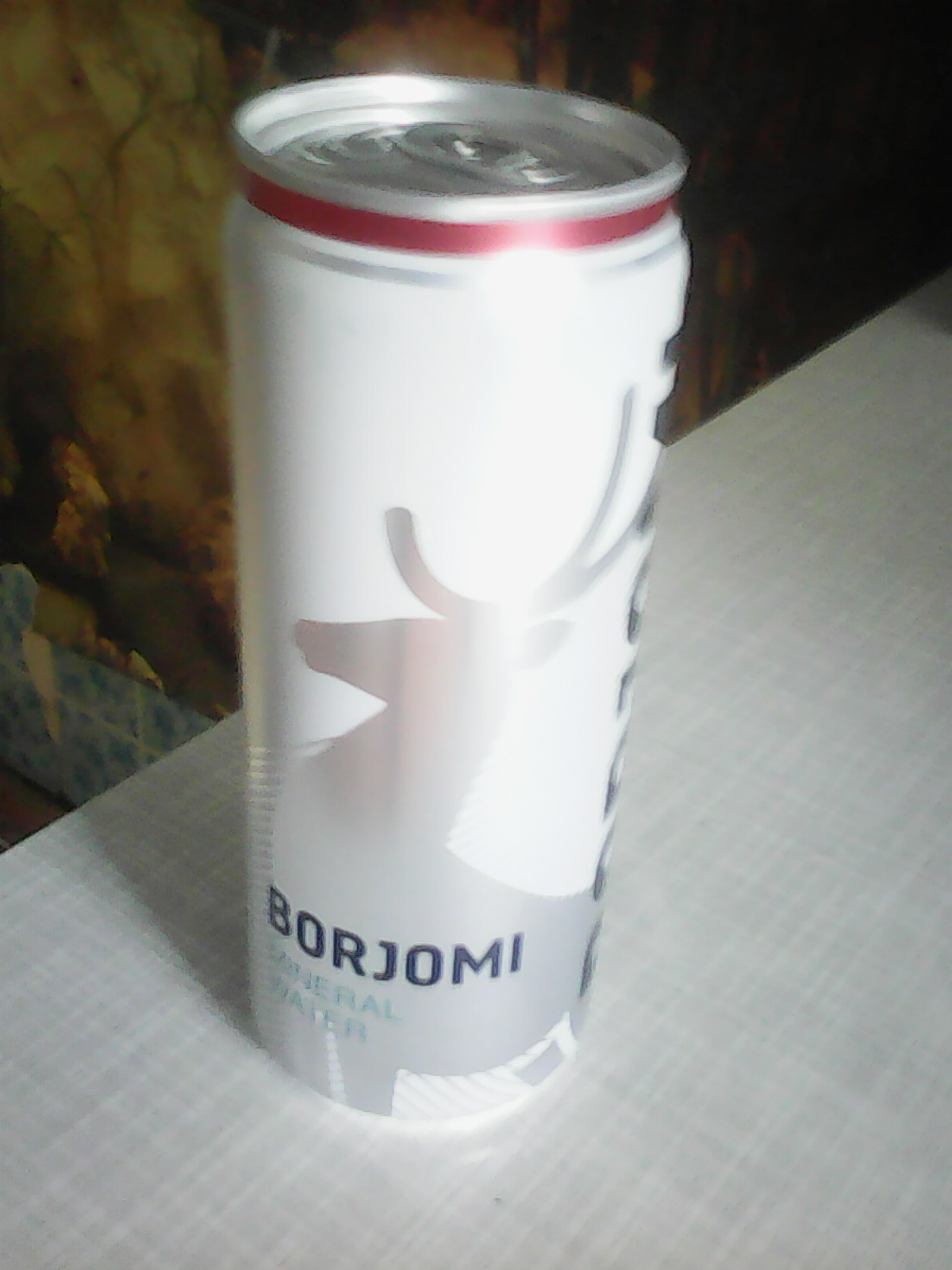